# بانک اطلاعات اینترنتی برادوی

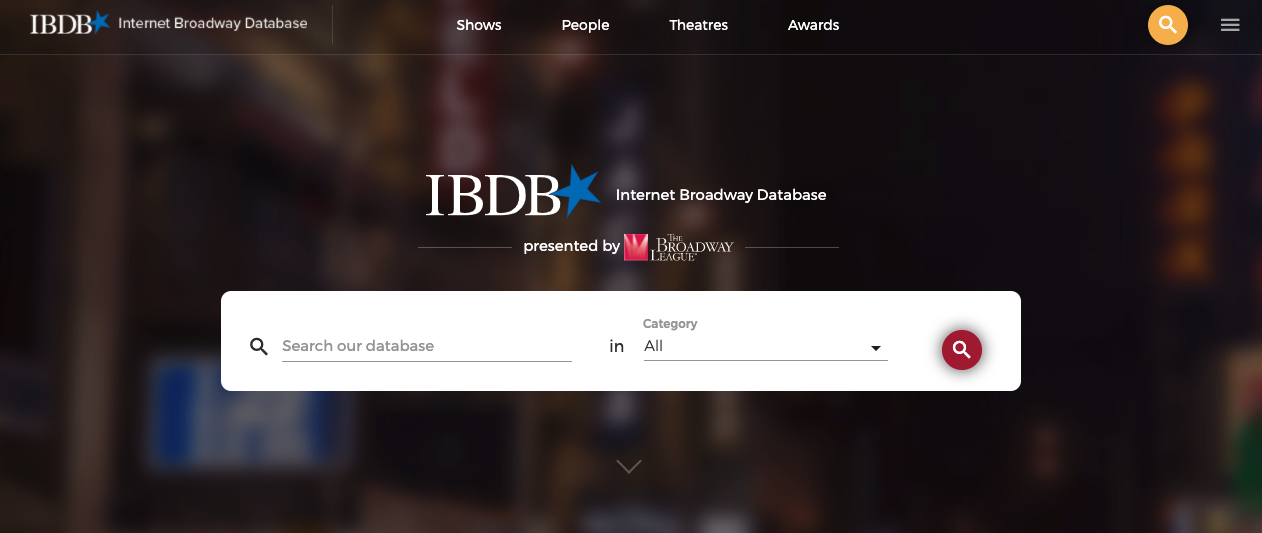
بانک اطلاعات اینترنتی برادوی

بانک اطلاعات اینترنتی برادوی (انگلیسی: Internet Broadway Database) یک وب‌سایت اینترنتی است که در آن بانک اطلاعاتی تولیدات و پرسنل تئاتر برادوی وجود دارد. این وب‌سایت همچنین اپلیکیشن‌های آیفون و اندروید را برای وب‌سایت خود ارائه می‌دهد.